# ザ・バンカー
ザ・バンカー (The Banker) は、イギリスの月刊雑誌である。金融に関する情報を専門に扱っている。1926年、ブレンダン・ブラッケンによって創刊された。毎年、「世界の銀行トップ1000」のランキングを発表している。